# Stereodon densifolius
Stereodon densifolius là một loài Rêu trong họ Hypnaceae. Loài này được (Brid.) Mitt. mô tả khoa học đầu tiên năm 1859.